# Régiment d'Orléans dragons
Pour les articles homonymes, voir Régiment d'Orléans (homonymie).
Le régiment d’Orléans dragons est un régiment de cavalerie français d'Ancien Régime créé en 1718 devenu sous la Révolution le 16e régiment de dragons.

## Création et différentes dénominations
- 1er avril 1718 : création du régiment d’Orléans dragons
- 1er janvier 1791 : renommé 16e régiment de dragons

## Équipement

### Guidons
4 guidons « de ſoye rouge, ſemez de fleurs de lys, un Hercule au milieu avec des Lauriers & ces mots, Nomen laudeſque menebunt, & le chiffre d’Orléans couronné au haut brodé, & frangez d’or ».

### Habillement

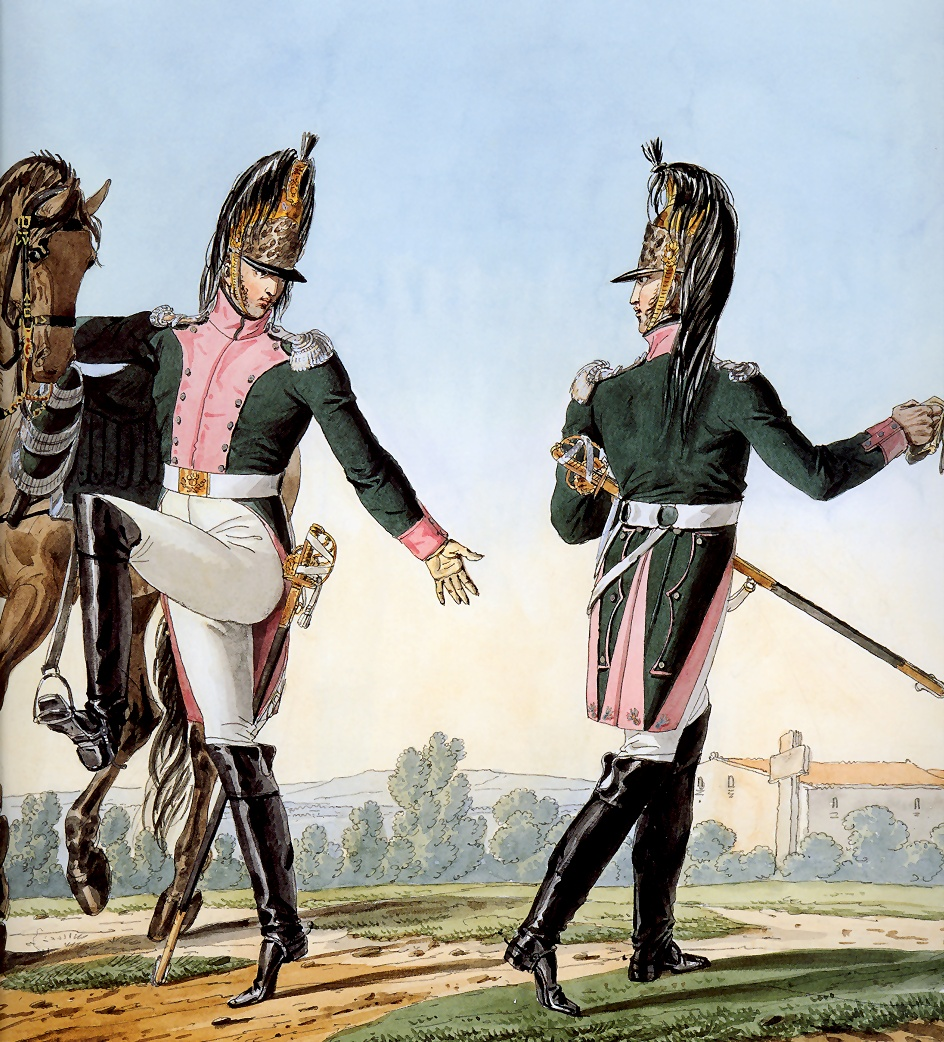
Dragons du 16e régiment de dragons de la Grande Armée, illustration de Vernet de la série La grande armée de 1812.

Uniformes de dragons
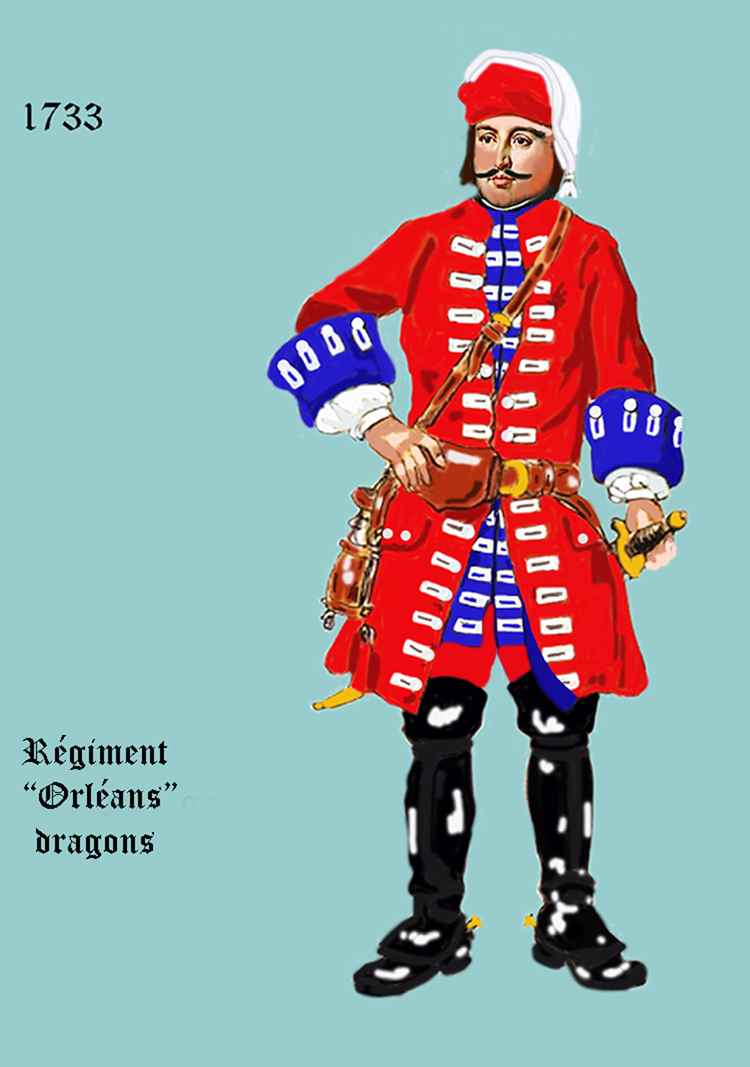
régiment d’Orléans dragons de 1733 à 1750
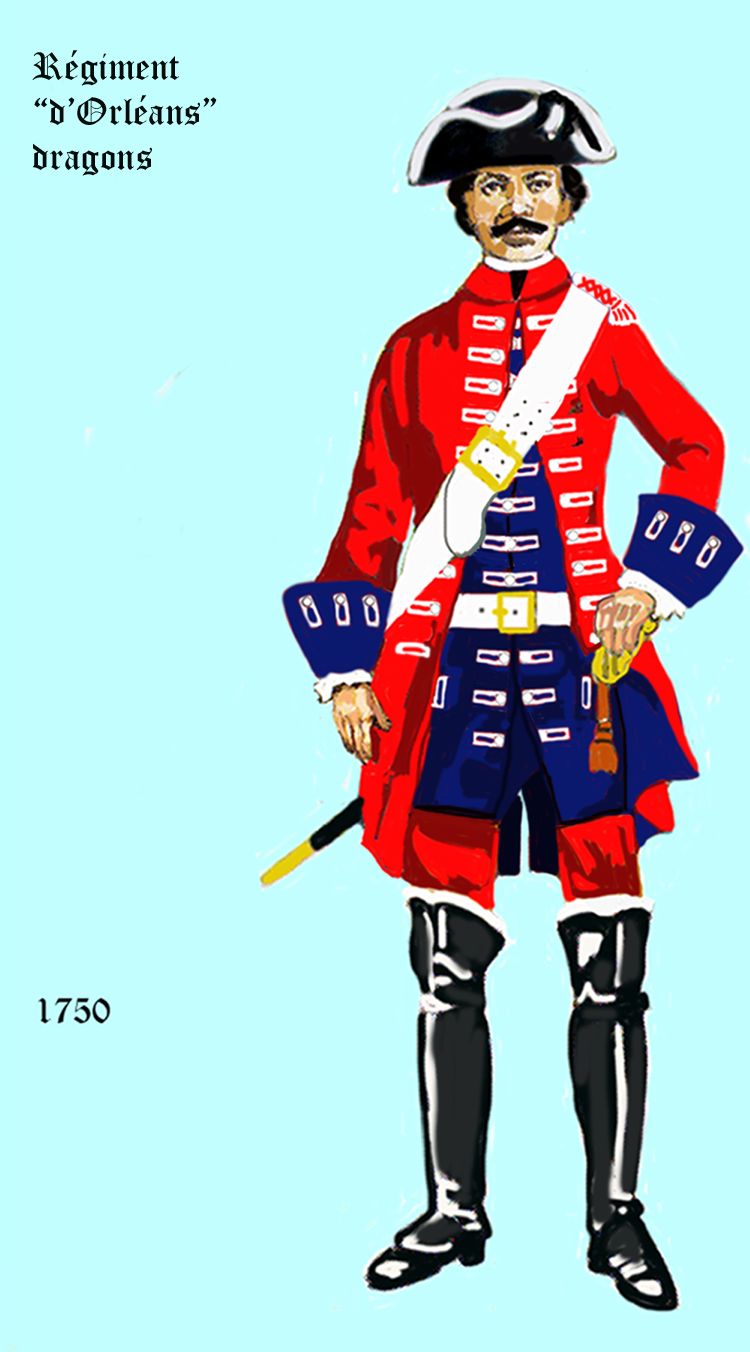
régiment d’Orléans dragons de 1750 à 1757
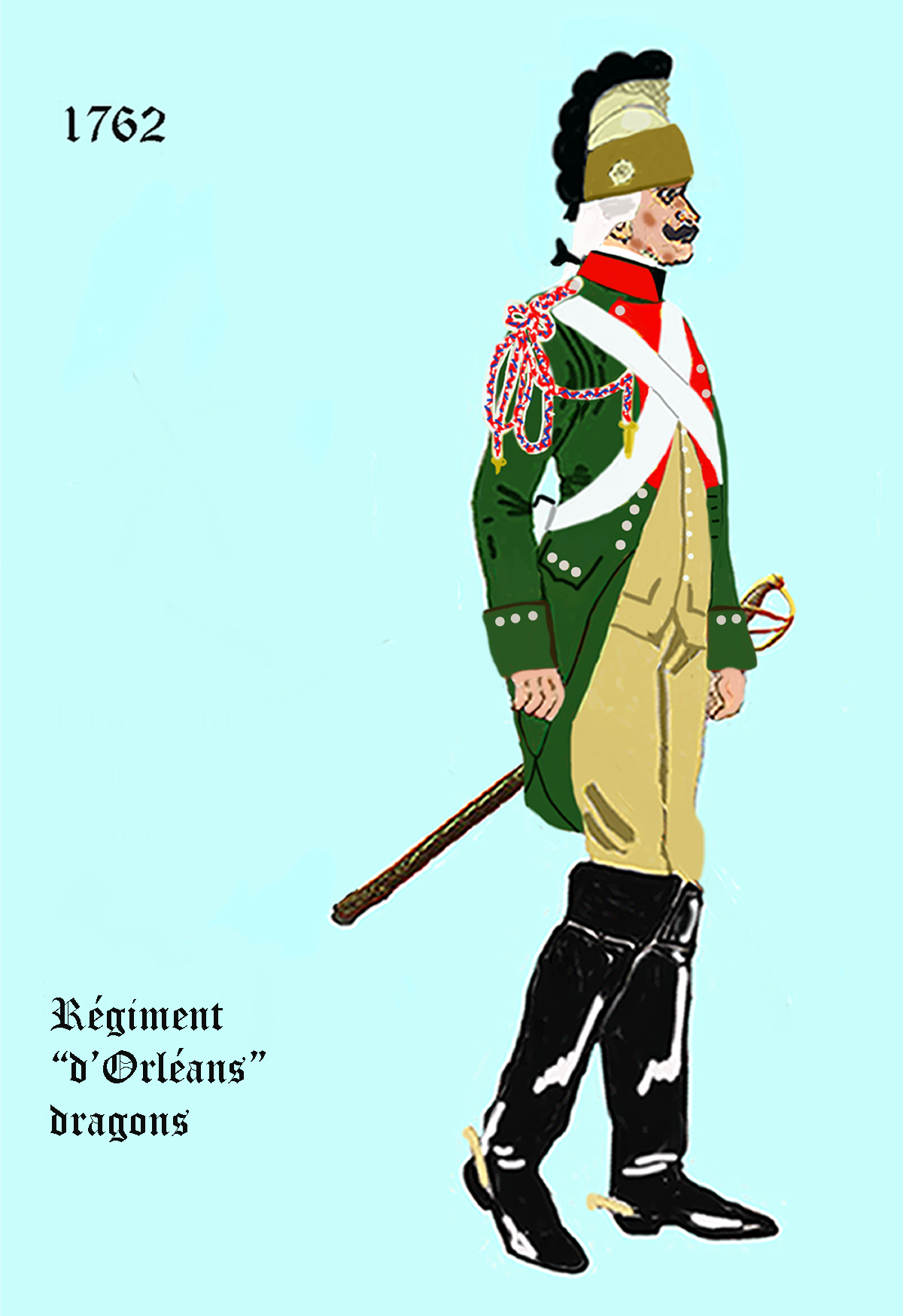
régiment d’Orléans dragons de 1762 à 1763
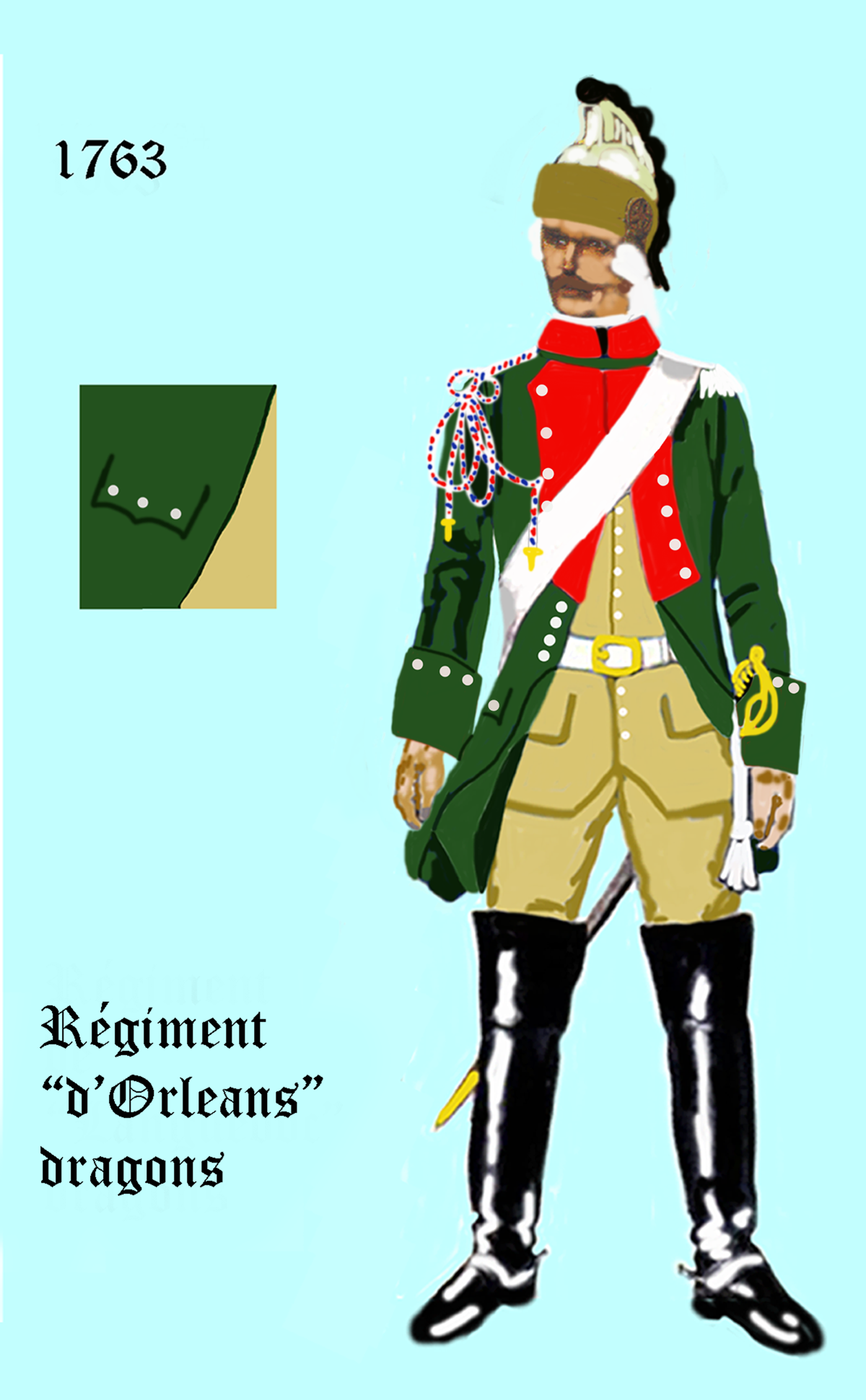
régiment d’Orléans dragons de 1763 à 1776
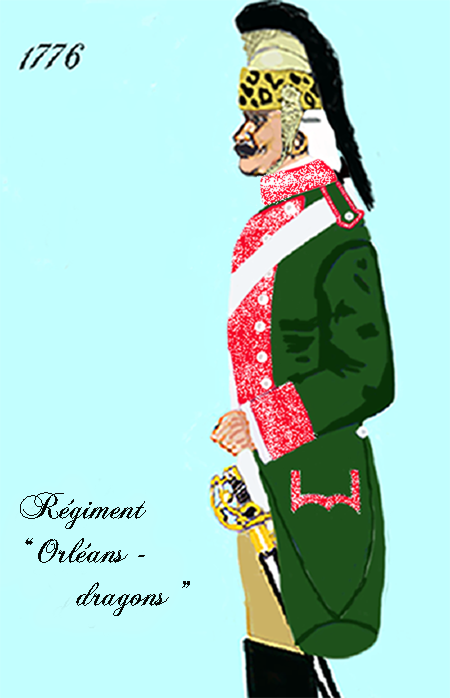
régiment d’Orléans dragons de 1776 à 1779
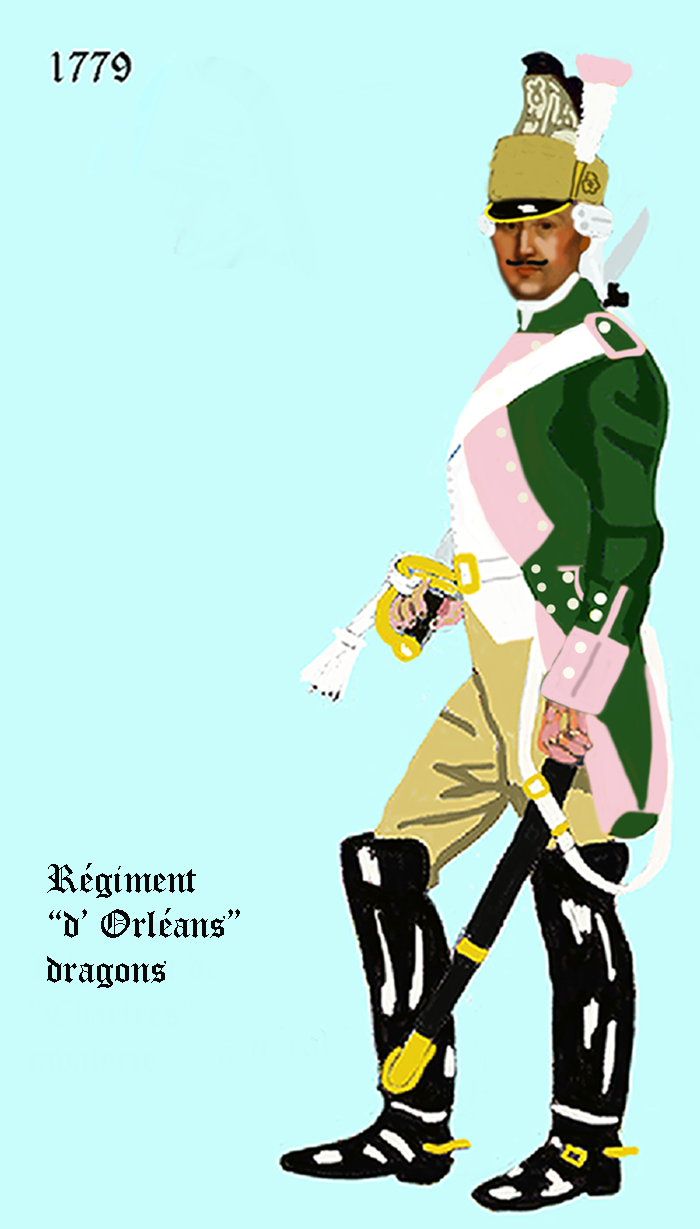
régiment d’Orléans dragons de 1779 à 1786
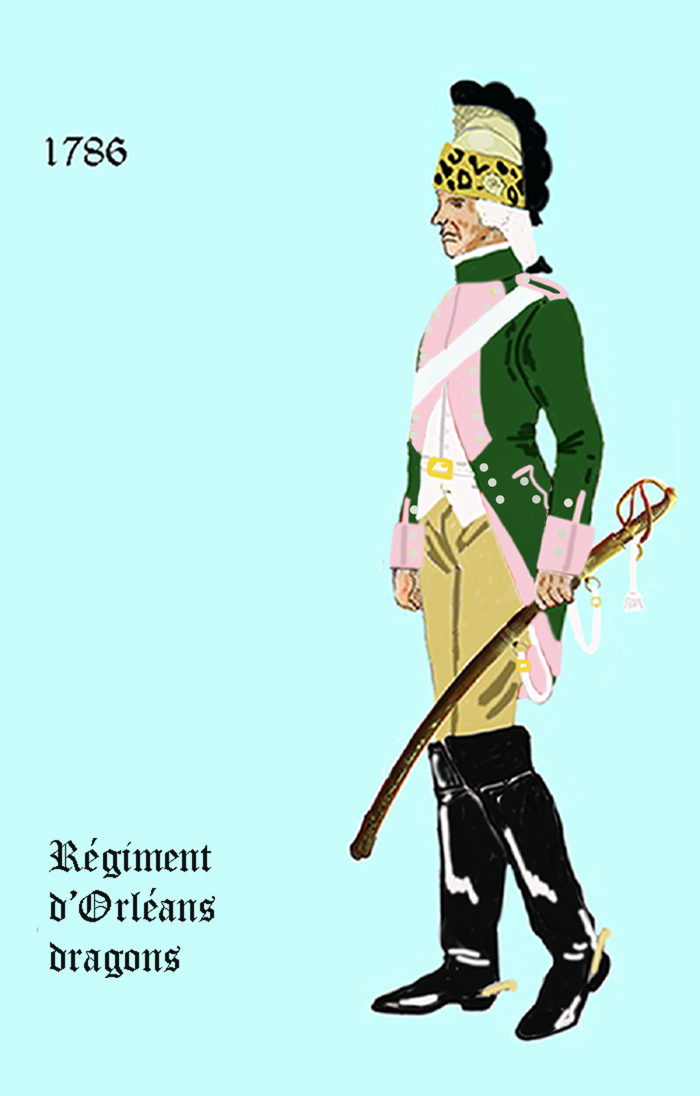
régiment d’Orléans dragons de 1786 à 1791
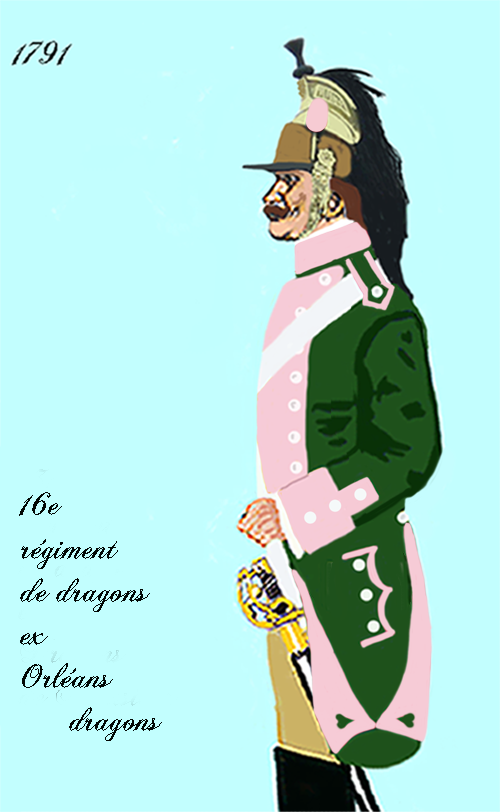
16e régiment de dragons après 1791

## Historique

### Mestres de camp et colonels
Mestres de camp
- 2 décembre 1723 : Louis Ier d’Orléans, duc d’Orléans

Mestres de camp-lieutenants
- 1er avril 1718 : Antoine Denis Auguste, comte de La Fare-Tornac, brigadier le 29 mars 1710, maréchal de camp le 1er février 1719, † 10 août 1740
- 1er février 1719 : N. de Harville-Jouvenel des Ursins, marquis de Trainel
- 27 juillet 1726 : Pierre Gaspard de Clermont, comte de Clermont d’Amboise puis marquis de Clermont-Gallerande, 1er février 1719, maréchal de camp le 20 février 1734, lieutenant général des armées du roi le 1er mars 1738, † 27 octobre 1756
- 20 février 1734 : N., chevalier de Castellane
- 28 mars 1737 : Louis François de Boufflers-Rémiancourt, marquis de Boufflers, déclaré brigadier en novembre 1745 par brevet expédié le 1er mai, déclaré maréchal de camp en janvier 1749 par brevet du 10 mai 1748, † 12 février 1751
- 1er février 1749 : Emmanuel Louis Auguste, chevalier de Pons puis comte de Pons Saint-Maurice, brigadier le 27 juillet 1746, maréchal de camp le, lieutenant général des armées du roi le 17 décembre 1759
- 21 juin 1766 : N., vicomte de Clermont-Gallerande
- 1er octobre 1776 : Charles Philippe Simon, vicomte de Montboissier
- 10 mars 1788 : Louis Pierre Quentin, marquis de Champcenets de Richebourg

Colonels
- 25 juillet 1791 : Agathon Pinot de Petitbois
- 1792 : N. Vincent
- 9 octobre 1792 : Antoine Edme Adam Barbazan
- 6 mai 1793 : Michel Bernard Leblanc
- 10 juillet 1799 : François Marie Clément, général de brigade de cavalerie le 31 décembre 1806, † 28 juillet 1854
- 31 décembre 1806 : Sébastien Vial
- 20 janvier 1810 : François Grouvel, général de brigade le 30 mai 1813, † 26 décembre 1836
- 25 novembre 1810 : N. Géry
- 8 octobre 1814 : Louis Charlemagne

### Campagnes et batailles
- 1760: Bataille de Corbach
- 1776 : renforcé par incorporation du 1er escadron de chasseurs de la Légion de Lorraine

Le 16e régiment de dragons a fait les campagnes de 1792 et 1793 à l’armée de la Moselle ; 1794 à l’armée de l’Ouest.

Il a fait les campagnes de l’an IV à l’armée du Nord ; an V aux armées du Nord et de Sambre-et-Meuse ; an VI aux armées de Mayence et d’Italie ; an VII aux armées d’Italie, de Rome, et de Naples ; an VIII à l’armée d’Helvétie ; ans IX et X à l’armée Gallo-Batave.

Campagnes des ans XII et XIII au 2e corps de cavalerie ; an XIV au corps de réserve de cavalerie ; 1806 au 4e corps de cavalerie ; 1807 à la division de réserve de cavalerie ; de 1808 à 1812 à l’armée d’Espagne ; 1813 à l’armée d’Espagne et au 3e corps de la Grande Armée ; 1814 au 6e corps de cavalerie ; 1815 à la 5e division de réserve de cavalerie.

### Quartiers
- Nancy[1]